# Amalia Lobato Rosique
Amalia Lobato Rosique (Cartagena,1914 - Ciutadella, 23 agost 1936) va ser una dona republicana, militant de la UGT i primera miliciana de qui es té coneixement que va morir lluitant al front de Mallorca a l'inici de la Guerra Civil Espanyola.

## Biografia
Nascuda a Cartagena (Múrcia) Amalia Lobato havia emigrat a Barcelona, era soltera i estava afiliada a la UGT.
El 17 de juliol de 1936, es va produir el sollevament militar de l'exèrcit d'Àfrica contra el govern de la Segona República. Tot i que la rebel·lió s'estengué ràpidament a la península, no va aconseguirí triomfar a les grans capitals. El 21 de juliol, amb el país dividit i en guerra, el president Lluís Companys, a manca d'un exèrcit professional, davant la situació de revolució social que s'havia desfermat, va decidir crear el Comitè Central de Milícies Antifeixistes de Catalunya per organitzar els militants dels partits i sindicats que marxaven al front a aturar les tropes feixistes.
El 30 de juliol, Artur Cussó, secretari de l'organització femenina del PSUC, va fer una crida a les seves afiliades perquè s'adherissin a les Milícies, animant-les a cooperar en les tasques de suport a la rereguarda, sense incloure en cap cas la possibilitat de combatre al front. Va ser Eloïna Malasechevarria amb el seu article «Dones de Catalunya, escolteu!» publicat al diari Treball, qui va deixar clar que les dones del PSUC deixarien enrere la passivitat femenina i passarien a l'acció, igual que els homes. Aquell mateix dia 30 es van constituir les Milícies Antifeixistes Femenines, amb seu a l'antic local del Cercle Equestre i de la Lliga catalana, al Passeig de Gràcia, 34 de Barcelona. La formació d'un batalló femení va ser un fet trencador i atípic a la història de Catalunya.
Gavina Viana Viana, política de 45 anys, brillant oradora i dona d'acció, organitzà i dirigí la Secció de Guerra, amb personal instructor de fuselleres, artilleres, camioneres, xofers, personal d'aviació, sanitàries, portalliteres, encarregades de vestuari, bugaderia i neteja, correus, finances, i serveis socials.
Amalia Lobato tenia 22 anys, creia en la promoció de la dona i estava plena d'entusiasme. Es va allistar el dia 11 d'agost i va ser enviada a la caserna Carles Marx a rebre instrucció militar. Al cap de només cinc dies, el 16 d'agost, embarcà al vaixell Ciutat de Tarragona, enquadrada en la centúria 16 grup 2, sota el comandament del militar professional Antonio Calero Barceló. El dia 17 van arribar a Maó i el 18 a Mallorca, on es van desplegar al sector de Son Carrió. El dia 20 Lobato va entrar en combat i va rebre una ferida de bala al ventre. Traslladada a l'Hospital de sang de Ciutadella, hi va morir el 23 d'agost, quan passaven dinou minuts de les deu del matí, convertint-se així en la primera miliciana de Catalunya —de qui es té notícia— caiguda en la defensa de la Segona República Espanyola. Les seves despulles reposen a l'ossari del cementiri de Ciutadella, a Menorca. El 16 d'octubre de 1936, amb la creació de l'Exèrcit Popular de la República, es van mobilitzar tots els homes de 20 a 45 anys. Les dones van ser retirades del front i enviades a la rereguarda, al servei del Socors Roig Internacional i altres organitzacions humanitàries.